# Dactylolabis (Dactylolabis) pteropoecila
Dactylolabis (Dactylolabis) pteropoecila is een tweevleugelige uit de familie steltmuggen (Limoniidae). De soort komt voor in het Nearctisch gebied.